# Neanisentomon tienmunicum
Neanisentomon tienmunicum är en urinsektsart som beskrevs av Yin 1990. Neanisentomon tienmunicum ingår i släktet Neanisentomon och familjen trakétrevfotingar. Inga underarter finns listade i Catalogue of Life.